# ラウド・ジャズ
『ラウド・ジャズ』（Loud Jazz）は、アメリカ合衆国のジャズ・ギタリスト、ジョン・スコフィールドが1988年に発表したスタジオ・アルバム。

## 解説
当初はハービー・ハンコックをゲスト・キーボーディストとして迎える案もあったが、スケジュールの問題で実現せず、最終的にはスコフィールドと旧知の仲であるジョージ・デュークが参加した。LPは9曲入りだが、CDでは「オテイ」と「アイ・ゲット・ザ・ピクチャー」が追加されて11曲入りとなり、曲順も異なる。
スコット・ヤナウはオールミュージックにおいて5点満点中4.5点を付け「記憶に残るメロディは少ないが、スコフィールドのダイナミックな演奏がたっぷり味わえる」と評している。

## トラック・リスト
特記なき楽曲はジョン・スコフィールド作曲。

### LP

#### サイドA
| #  | タイトル               | 作詞 | 作曲・編曲 | 時間 |
| -- | ---------------------- | ---- | ---------- | ---- |
| 1. | 「Tell You What」      |      |            | 3:48 |
| 2. | 「Dance Me Home」      |      |            | 5:55 |
| 3. | 「Signature of Venus」 |      |            | 4:45 |
| 4. | 「Dirty Rice」         |      |            | 6:36 |

#### サイドB
| #  | タイトル        | 作詞 | 作曲・編曲 | 時間 |
| -- | --------------- | ---- | ---------- | ---- |
| 1. | 「Wabash」      |      |            | 4:34 |
| 2. | 「Loud Jazz」   |      |            | 6:08 |
| 3. | 「True Love」   |      |            | 3:56 |
| 4. | 「Did It」      |      |            | 4:39 |
| 5. | 「Spy vs. Spy」 |      |            | 6:17 |

### CD
| #   | タイトル                                                                       | 作詞 | 作曲・編曲 | 時間 |
| --- | ------------------------------------------------------------------------------ | ---- | ---------- | ---- |
| 1.  | 「テル・ユー・ホワット - Tell You What」                                       |      |            | 3:48 |
| 2.  | 「ダンス・ミー・ホーム - Dance Me Home」                                       |      |            | 5:55 |
| 3.  | 「シグネチャー・オブ・ヴィーナス - Signature of Venus」                        |      |            | 4:45 |
| 4.  | 「ダーティー・ライス - Dirty Rice」                                            |      |            | 6:36 |
| 5.  | 「ディディット - Did It」                                                      |      |            | 4:39 |
| 6.  | 「ウォバシュ - Wabash」                                                        |      |            | 4:34 |
| 7.  | 「ラウド・ジャズ - Loud Jazz」                                                 |      |            | 6:08 |
| 8.  | 「オテイ - Otay」(John Scofield, Robert Aries, Gary Grainger, Dennis Chambers) |      |            | 6:17 |
| 9.  | 「トゥルー・ラヴ - True Love」                                                 |      |            | 3:56 |
| 10. | 「アイ・ゲット・ザ・ピクチャー - Igetthepicture」                              |      |            | 4:09 |
| 11. | 「スパイvsスパイ - Spy vs. Spy」                                               |      |            | 6:17 |

## パーソネル
トラック・ナンバーはCDに準拠。
- ジョン・スコフィールド - ギター
- ロバート・エリーズ - キーボード
- ジョージ・デューク - キーボード・ソロ(on #1, #2, #4, #6, #7, #8)
- ゲイリー・グレインジャー - エレクトリックベース
- デニス・チェンバース - ドラムス
- ドン・アライアス - パーカッション